# 고바야시 마사히데
고바야시 마사히데(일본어: 小林 雅英, 1974년 5월 24일 ~ )는 일본의 전 프로 야구 선수이자 야구 지도자이며, 현재 지바 롯데 마린스의 투수 코치이다.
애칭은 ‘코바마사’(コバマサ)이며, 지바 롯데 마린스에서 활약할 당시에 ‘마쿠하리의 방파제’(幕張の防波堤)라는 별명을 얻을 정도로 유명하다.

## 인물

### 프로 입단 전
야마나시현 출신으로 고교 시절 장래에 고교 야구 지도자가 되겠다는 목표를 갖고 일본체육대학에 진학했고 대학 졸업 후 도쿄 가스에 입사한 뒤 회사 내에 있는 경식 야구부에 입단했다. 그 후 프로 구단의 스카우트로부터 프로 입단 제의를 받아 1998년 프로 야구 드래프트 회의에서 1순위 지명을 받고 지바 롯데 마린스에 입단했다.

### 지바 롯데 마린스 시절

#### 1999년 ~ 2000년
이듬해인 1999년에는 시즌 후반기부터 선발로 등판하는 등 5승 5패의 성적을 남겼다. 전반기에서는 구원 투수로서의 등판하는 것을 포함하면 46경기에 등판했다. 2000년 시즌 초반에는 3경기에 등판하면서 패전 투수가 되었지만, 당시 감독이었던 야마모토 고지의 지시에 의해 구원 투수로 배치 전환되면서 시즌 11승 6패 14세이브의 좋은 성적을 남겼다. 7월 2일의 오릭스 블루웨이브와의 경기에서 ‘타자 0명’을 상대로 승리 투수(프로 야구 사상 최초)가 되었다.

#### 2001년 ~ 2003년
2001년 5월 25일(닛폰햄 파이터스 전)부터 5월 30일(후쿠오카 다이에 호크스 전)에 걸쳐 프로 야구 신기록이 되는 6일 연속 세이브를 기록하면서 그 공로로 월간 MVP에 선정되었다. 그러나 6월까지는 승패 없이 21세이브, 평균자책점이 0.78이었던 성적도 7월 이후 0승 4패 12세이브, 평균자책점 11.42를 남겨 부진을 겪는 등 최종적으로는 평균자책점이 4.33으로 끝났다. 그러나 퍼시픽 리그 2위인 33세이브를 올리면서 팀내에서는 세이브를 올린 투수가 단 한 명도 없는 상황이었다. 시즌 종료 후에는 뉴스 프로그램의 게스트로 초대되면서 6일 연속 세이브를 기록했다는 에피소드가 사무카와 가즈유키의 ‘고바야시 마사히데 이야기’라는 제목으로 만화화가 되는 등 단번에 지명도를 올렸다.
이듬해 2002년에는 17경기 연속 세이브 기록의 퍼시픽 리그 신기록을 수립했고, 33경기 연속 세이브 포인트의 일본 프로 야구 신기록을 연거푸 수립하는 등 44경기에서 37세이브와 0.83의 평균자책점을 기록하는 등 좋은 성적을 남겼다. 2003년에는 44경기에 등판하면서 33세이브를 기록해 무난한 성적을 남겼다.

#### 2004년
그 해에 바비 밸런타인 감독이 취임하면서 투구 횟수가 증가되었고, 당초 메이저 리그의 기용법이 맞지 않았기 때문에 구원 성공률이 떨어졌다. 시즌 도중 아테네 올림픽 일본 대표팀 선수로 발탁되어 이것을 기회로 삼아 변칙 모션의 교정에 임하기도 했으며, 올림픽 기간 중 일본 대표팀의 일원으로서 팀의 동메달에 획득에 공헌했다.

#### 2005년
5월 18일, 히로시마 도요 카프전에서 312경기의 등판을 기록하는 등 사상 최고 속도인 통산 150세이브를 달성(프로 야구 역대 4번째), 프로 데뷔 후 첫 타이틀이 되는 최다 세이브 타이틀을 획득했다. 10월 15일, 후쿠오카 Yahoo! JAPAN 돔에서 열린 플레이오프 제2 스테이지 경기인 후쿠오카 소프트뱅크 호크스와의 3차전에서는 팀이 4대 0으로 앞서가고 있는 상황에서 9회말에 마무리 투수로 등판했지만, 선두 타자를 볼넷으로 허용하는 것을 시작으로 마지막에 밀어내기 득점으로 4-4 동점을 만드는 등 불안한 모습을 보였다. 팀은 연장 10회에 끝내기 역전패를 당하면서 팀은 4차전에서도 패배하는 등 2승 2패의 성적을 기록하여 리그 우승의 행방은 5차전의 승패에 맡길 수 있었다. 그리고 9회말에는 3대 2로 앞선 상황에 등판하여 선두 타자를 또다시 볼넷을 허용하는 등 다소 불안한 모습을 보였지만, 이번에는 상대 타자인 가와사키 무네노리를 왼쪽 뜬공으로 처리해 팀은 1974년 이후 31년 만에 리그 우승을 제패했다.
리그 우승 후 센트럴 리그 우승 팀인 한신 타이거스와의 일본 시리즈 4차전에 마무리 투수로 등판, 선두 타자를 볼넷으로 출루시켰지만 이후 3명의 상대 타자를 아웃 처리하여 무실점 호투를 하는 등 팀을 리그 우승에 이어 일본 시리즈 우승에 제패하는 일조를 했다. 11월 13일 도쿄 돔에서 열린 아시아 시리즈에서 결승전인 대한민국 대표팀 삼성 라이온즈와의 경기에서 팀이 5대 1로 리드한 상황에서 등판, 마지막 타자를 삼진으로 처리하는 등 팀은 리그 우승, 일본 시리즈 우승에 이어 아시아 시리즈 우승에 달성하는 기염을 토해내기도 했다.

#### 2006년
이듬해 6월 7일의 주니치 드래건스전에서 9회말에 등판, 일본 프로 야구 사상 처음으로 6년 연속 20세이브를 달성했다. 교류전에서도 3승 0패 13세이브의 성적을 올리면서 교류전 MVP를 획득, 지바 롯데의 2년 연속 교류전 우승 달성에 기여했다. 8월 18일의 홋카이도 닛폰햄 파이터스전에서 사사키 가즈히로, 다카쓰 신고에 이은 역대 3번째인 통산 200세이브를 달성했다. 덧붙여 이 경기 이후 한번도 세이브를 기록 할 수가 없었다.

#### 2007년
8월 26일의 후쿠오카 소프트뱅크 호크스전에 등판하여 세이브를 기록, 개인 기록을 경신하는 일본 프로 야구 사상 처음으로 7년 연속 20세이브를 달성했지만 8차례의 구원 실패 때문에 처음으로 2군에 떨어지는 수모를 겪었다. 11월 2일, 자유 계약 선수로 공시되어 11월 20일에는 메이저 리그인 클리블랜드 인디언스와 2년 간의 계약을 맺어 입단했다. 계약 내용은 2년간 625만 달러로 3년째는 구단 측이 325만 달러의 선택권을 가지게 되었다.

### 클리블랜드 인디언스 시절
메이저 리그 진출 첫 해인 2008년 4월 26일의 뉴욕 양키스전에서 등판해 팀은 끝내기 승리를 거두면서 메이저 리그 진출 후 처음으로 첫 승리 투수가 되었다. 1년 동안 주로 중간 계투로서 57경기에 등판해 4승 5패 6세이브, 평균자책점 4.53을 기록했다. 그러나 이듬해인 2009년, 10경기에 등판해 8.38의 평균자책점을 기록하는 등 기대 이하의 성적으로 인해 부진에 시달리기도 하는 등 5월 16일부로 마이너 리그로 강등되었다. 그 후 인디언스 산하의 3 A콜럼버스 클리퍼스에 합류해 메이저 리그 복귀를 향해 모색하고 있었지만 7월 18일에 인디언스와의 계약을 파기하면서 메이저 리그 타 구단과의 이적처를 고려했지만 결국 일본으로 귀국했다.

### 요미우리 자이언츠 시절
2009년 12월 1일, 요미우리 자이언츠와 기본 연봉인 5000만 엔과 인센티브를 포함한 1억 엔 수준의 1년 계약을 맺었고 등번호는 30번으로 결정했다. 이듬해 2010년 시즌에서는 경험이 풍부한 중간 계투로서 기대되었지만 1군과 2군을 오가며 12경기 등판에 평균자책점 5.14와 1세이브를 기록하는 데에만 그쳐 시즌 중반부터 종반에 걸친 팀의 리그 우승 쟁탈전에서는 좀처럼 출전할 기회를 가질 수가 없었다. 10월 29일에 요미우리 구단으로부터 방출 통보를 받았고 이후 11월 10일의 프로 야구 12개 구단의 합동으로 입단 테스트에 참가해 최고 속도 145km/h를 계측하여 상대 타자 5명을 무안타로 막아내는 호투를 보여주면서 이 상황을 예의 주시한 오릭스 버펄로스가 영입 작업에 들어가면서 교섭 끝에 11월 19일부로 입단 계약을 맺었다. 등번호는 34번.

### 오릭스 버펄로스 시절
2011년에는 개막 1군 엔트리에 합류했고 4월에는 6경기에 등판하면서 평균자책점이 13.50라는 뚜렷한 결과를 남기지 못한 채 결국 2군에 내려갔고 5월 이후에는 1군에 등판할 기회는 없었다. 같은 해 11월 1일에는 현역에서 은퇴하겠다는 입장을 밝히면서 13년 간의 현역 생활을 은퇴했다.

### 그 후
2012년 시즌부터 오릭스의 2군 육성담당 코치로 발탁되어 2014년까지 재직하였고 2015년부터 선수 시절의 친정팀인 지바 롯데의 투수 코치로 발탁되었다.

## 상세 정보

### 출신 학교
- 야마나시 현립 쓰루 고등학교
- 일본체육대학

### 선수 경력
사회인 시대
- 도쿄 가스

NPB
- 지바 롯데 마린스(1999년 ~ 2007년)
- 요미우리 자이언츠(2010년)
- 오릭스 버펄로스(2011년)

MLB
- 클리블랜드 인디언스(2008년 ~ 2009년)

국가 대표 경력
- 아테네 올림픽 일본 국가대표팀(2004년)

### 지도자 경력
- 오릭스 버펄로스(2012년 ~ 2014년)
- 지바 롯데 마린스(2015년 ~)

### 수상·타이틀 경력

#### 타이틀
- 최다 세이브 : 1회(2005년)

#### 수상
- 월간 MVP : 2회(2001년 6월, 2002년 7월)
- 센트럴·퍼시픽 교류전 MVP : 1회(2006년)
- 야마나시현 이미지업 대상 특별상(2003년)[3]
- 지바 현 지사상(2004년)
- 지바 시민 영예상(2004년)
- 야마나시 스포츠상(2004년)[4]

#### 국제 대회
- 아테네 올림픽 동메달(2004년)

### 주요 기록

#### 첫 기록
- 첫 등판 : 1999년 4월 7일, 대 후쿠오카 다이에 호크스 2차전(기타큐슈 시민 구장), 7회말 1사에 2번째 투수로서 구원 등판, 1과 2/3이닝 무실점
- 첫 탈삼진 : 상동, 7회말에 이구치 다다히토로부터
- 첫 승리 : 1999년 5월 16일, 대 닛폰햄 파이터스 8차전(지바 마린 스타디움), 7회초에 4번째 투수로서 구원 등판, 2이닝 무실점
- 첫 선발 : 1999년 8월 3일, 대 후쿠오카 다이에 호크스 16차전(후쿠오카 돔), 8이닝 1실점
- 첫 선발 승리 : 1999년 9월 2일, 대 후쿠오카 다이에 호크스 19차전(지바 마린 스타디움), 7이닝 무실점
- 첫 완투 승리 : 1999년 9월 2일, 대 후쿠오카 다이에 호크스 23차전(지바 마린 스타디움), 9이닝 2실점
- 첫 세이브 : 2000년 8월 17일, 대 닛폰햄 파이터스 21차전(지바 마린 스타디움), 8회초 1사에 4번째 투수로서 구원 등판·마무리, 1과 2/3이닝 무실점
- 첫 홀드 : 2006년 5월 23일, 대 한신 타이거스 3차전(지바 마린 스타디움), 9회초에 2번째 투수로서 구원 등판, 1이닝 무실점

#### 기록 달성 경력
- 통산 100세이브 : 2003년 6월 29일, 대 오릭스 블루웨이브 16차전(지바 마린 스타디움), 9회초에 2번째 투수로서 구원 등판·마무리, 1이닝 무실점 ※역대 14번째(일본인 투수로서는 최고 속도)
- 통산 150세이브 : 2005년 5월 18일, 대 히로시마 도요 카프 1차전(후쿠야마 시민 구장), 9회말에 4번째 투수로서 구원 등판·마무리, 1이닝 무실점 ※역대 4번째(최고 속도)
- 통산 200세이브 : 2006년 8월 18일, 대 홋카이도 닛폰햄 파이터스 13차전(지바 마린 스타디움), 9회초에 3번째 투수로서 구원 등판·마무리, 1이닝 무실점 ※역대 3번째(최고 속도)

#### 기타
- 타자 0명이서 승리 투수 : 2000년 7월 2일, 대 오릭스 블루웨이브 14차전(하코다테 오션스 스타디움) ※사상 최초.
- 6일 연속 세이브(2001년)
- 17경기 연속 세이브(2002년, 퍼시픽 리그 기록)
- 33경기 연속 세이브 포인트(2002년, 신기록)
- 1이닝 3개 폭투 : 2004년 5월 15일, 대 후쿠오카 다이에 호크스 8차전(지바 마린 스타디움), 9회초에 기록(타이 기록).
- 7년 연속 20세이브(2001년 ~ 2007년) ※사상 최초.
- 올스타전 출장 : 4회(2000년, 2001년, 2005년, 2006년)

### 등번호
- 30(1999년 ~ 2010년)
- 34(2011년)
- 73(2012년 ~ 2014년)
- 79(2015년 ~)

### 연도별 투수 성적
| 연 도      | 소 속      | 등 판 | 선 발 | 완 투 | 완 봉 | 무 4 구 | 승 리 | 패 전 | 세 이 브 | 홀 드 | 승 률 | 타 자 | 이 닝 | 피 안 타 | 피 홈 런 | 볼 넷 | 고 4 | 몸 맞 | 탈 삼 진 | 폭 투 | 보 크 | 실 점 | 자 책 점 | 평 자 책 | W H I P |
| ---------- | ---------- | ----- | ----- | ----- | ----- | ------- | ----- | ----- | -------- | ----- | ----- | ----- | ----- | -------- | -------- | ----- | ---- | ----- | -------- | ----- | ----- | ----- | -------- | -------- | ------- |
| 1999년     | 지바 롯데  | 46    | 10    | 3     | 0     | 0       | 5     | 5     | 0        | --    | .500  | 507   | 124.1 | 93       | 8        | 55    | 3    | 4     | 107      | 6     | 4     | 42    | 37       | 2.68     | 1.19    |
| 2000년     | 지바 롯데  | 65    | 3     | 0     | 0     | 0       | 11    | 6     | 14       | --    | .647  | 441   | 109.2 | 87       | 4        | 37    | 4    | 1     | 72       | 4     | 0     | 34    | 26       | 2.13     | 1.13    |
| 2001년     | 지바 롯데  | 48    | 0     | 0     | 0     | 0       | 0     | 4     | 33       | --    | .000  | 218   | 52.0  | 54       | 7        | 13    | 2    | 1     | 47       | 1     | 0     | 25    | 25       | 4.33     | 1.29    |
| 2002년     | 지바 롯데  | 43    | 0     | 0     | 0     | 0       | 2     | 1     | 37       | --    | .667  | 158   | 43.1  | 26       | 1        | 6     | 1    | 0     | 41       | 1     | 0     | 4     | 4        | 0.83     | 0.74    |
| 2003년     | 지바 롯데  | 44    | 0     | 0     | 0     | 0       | 0     | 2     | 33       | --    | .000  | 192   | 47.0  | 45       | 2        | 11    | 2    | 1     | 30       | 1     | 0     | 18    | 15       | 2.87     | 1.19    |
| 2004년     | 지바 롯데  | 51    | 0     | 0     | 0     | 0       | 8     | 5     | 20       | --    | .615  | 235   | 57.2  | 51       | 4        | 19    | 6    | 2     | 50       | 3     | 0     | 25    | 25       | 3.90     | 1.28    |
| 2005년     | 지바 롯데  | 46    | 0     | 0     | 0     | 0       | 2     | 2     | 29       | 0     | .500  | 186   | 45.1  | 49       | 6        | 9     | 1    | 1     | 33       | 0     | 0     | 14    | 13       | 2.58     | 1.21    |
| 2006년     | 지바 롯데  | 53    | 0     | 0     | 0     | 0       | 6     | 2     | 34       | 3     | .750  | 214   | 53.2  | 49       | 4        | 8     | 0    | 2     | 48       | 0     | 0     | 16    | 16       | 2.68     | 1.06    |
| 2007년     | 지바 롯데  | 49    | 0     | 0     | 0     | 0       | 2     | 7     | 27       | 0     | .222  | 207   | 47.1  | 53       | 4        | 12    | 4    | 2     | 35       | 0     | 0     | 24    | 19       | 3.61     | 1.37    |
| 2008년     | CLE        | 57    | 0     | 0     | 0     | 0       | 4     | 5     | 6        | 2     | .444  | 244   | 55.2  | 65       | 8        | 14    | 2    | 1     | 35       | 4     | 0     | 30    | 28       | 4.53     | 1.42    |
| 2009년     | CLE        | 10    | 0     | 0     | 0     | 0       | 0     | 0     | 0        | 0     | ----  | 45    | 9.2   | 12       | 2        | 4     | 0    | 1     | 4        | 1     | 0     | 9     | 9        | 8.38     | 1.66    |
| 2010년     | 요미우리   | 12    | 0     | 0     | 0     | 0       | 0     | 0     | 1        | 1     | ----  | 64    | 14.0  | 19       | 0        | 5     | 0    | 0     | 2        | 1     | 1     | 8     | 8        | 5.14     | 1.71    |
| 2011년     | 오릭스     | 6     | 0     | 0     | 0     | 0       | 0     | 0     | 0        | 0     | ----  | 27    | 4.2   | 10       | 2        | 5     | 0    | 0     | 0        | 0     | 0     | 7     | 7        | 13.50    | 3.26    |
| NPB : 11년 | NPB : 11년 | 463   | 13    | 3     | 0     | 0       | 36    | 34    | 228      | 4     | .514  | 2449  | 599.0 | 536      | 42       | 180   | 23   | 14    | 465      | 17    | 5     | 217   | 195      | 2.93     | 1.20    |
| MLB : 2년  | MLB : 2년  | 67    | 0     | 0     | 0     | 0       | 4     | 5     | 6        | 2     | .444  | 289   | 65.1  | 77       | 10       | 18    | 2    | 2     | 39       | 5     | 0     | 39    | 37       | 5.10     | 1.45    |

- 2011년 기준, 굵은 글씨는 시즌 최고 성적.